# Ectoedemia zimbabwiensis
Ectoedemia zimbabwiensis là một loài bướm đêm thuộc họ Nepticulidae. Nó được miêu tả bởi Scoble năm 1983. Nó được tìm thấy ở Zimbabwe.